# Соушел Сервіс (футбольний клуб)
Соушел Сервіс (англ. Social Service Football Club) — бутанський футбольний клуб, який виступав в А-Дивізіоні, вищому дивізіоні чемпіонату Бутану, але в 2012 році А-Дивізіон змінила Національна ліга Бутану. Домашні матчі проводить на столичному стадіоні «Чанглімітанг».

## Історія
У першому розіграші А-Дивізіону фінішували на другому місці. «Соушел Сервіс» виграв 8 з 9-ти матчів та поступився лише майбутньому переможцю чемпіонату, «Роял Бутан Армі». Команда продемонструвала дуже надійну гру в обороні протягом усього турніру, пропустила чотири м’ячі, і лише армійська команда в обороні показала кращий результат. Дані про змагання, які проводилися з 1987 по 1995 рік відсутні, отож невідомо чи виступав «Соушел Сервіс» у вище вказаний період, але після 1995 року за відомою інформацією команда не грала.

## Досягнення
- А-Дивізіон
  -  Срібний призер (1): 1986[1]